# Le Moblot
Pour les articles homonymes, voir Moblot.
Le Moblot est un chant d'Eugène Pottier écrit en 1871. Il a été mis en musique par Max Rongier.

## Interprètes
- Armand Mestral dans l'album La Commune en chantant, Collectif. Disque vinyle double LP 33 Tours, 1971 - AZ STEC LP 89 – Réédition CD 1988 – Disc AZ